# Lergravsparken Station
Lergravsparken Station er en underjordisk Metro-station på Amager, beliggende ved Lergravsparken. Den var endestation for linje M2 indtil 28. september 2007, hvor forlængelsen af linjen til Københavns Lufthavn, Kastrup blev åbnet. Den ligger i takstzone 1, tæt ved grænsen til takstzone 3.
Stationen, der blev indviet i 2002, ligger ca. 18 meter under jorden med nedgang på hjørnet af Østrigsgade og Lergravsvej.
I 2012 var passagertallet pr. dag i gennemsnit 5.500 personer .

## Antal rejsende
Ifølge Ørestadsselskabet var udviklingen i antallet af dagligt afrejsende:
| År         | Antal |
| ---------- | ----- |
| 11.12.2002 | 4.323 |
| 02.04.2004 | 6.094 |
| 15.04.2005 | 6.679 |